# Transgrancanaria

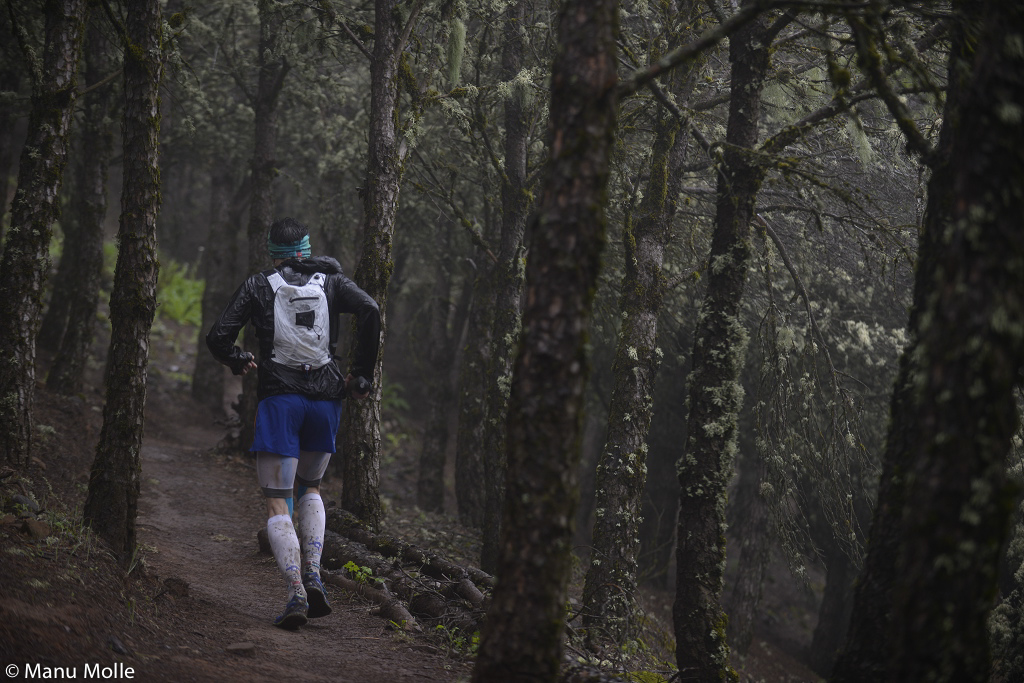
Le Français Sébastien Chaigneau durant la Transgrancanaria 2013, qu'il remporte.

La Transgrancanaria, ou The North Face Transgrancanaria de son nom complet citant le principal sponsor, The North Face, est un ultra-trail disputé chaque année en mars sur l’île de Grande Canarie, en Espagne. Établi en 2003 comme une épreuve autonome, il intègre dès sa création en 2013 l'Ultra-Trail World Tour, disputé pour la première fois en 2014.

## Histoire
En 2022, une nouvelle épreuve de kilomètre vertical est ajoutée à l'événément. Partant depuis le village de Lomo de San Pedro, le KV El Gigante atteint la zone récréative du parc naturel de Tamadaba en 5,5 km.

## Parcours
Situé dans l’île de Grande Canarie, la distance à parcourir est 128 km et cumule 7 500 m de dénivelé positif (appelé D+). Le point le plus haut du parcours est à 1 938 m d'altitude. Le temps limite pour finir la course est de 30 h.
À la suite du succès de la course (65 participants en 2003 contre 1400 participants en 2015), différents formats de course sont organisés :
| Parcours         | Parcours | Parcours         | Parcours     |
| Nom              | Distance | Dénivelé positif | Temps limite |
| ---------------- | -------- | ---------------- | ------------ |
| Trans 360º       | 269.0 km | 12 000 m         | n/a          |
| Transgrancanaria | 128.0 km | 7 500 m          | 30 h 00      |
| Advanced         | 65.0 km  | 3 200 m          | 22 h 00      |
| Marathon         | 42.0 km  | 1 200 m          | 12 h 00      |
| Starter          | 31.0 km  | 750 m            | 10 h 00      |
| Promo            | 17.0 km  | 470 m            | 6 h 00       |
| KV El Gigante    | 5.7 km   | 1 130 m          | 1 h 30       |

## Palmarès
| Édition | Date            | Hommes | Hommes                                        | Hommes           | Femmes | Femmes                              | Femmes           |
| Édition | Date            | Rang   | Athlète                                       | Temps            | Rang   | Athlète                             | Temps            |
| ------- | --------------- | ------ | --------------------------------------------- | ---------------- | ------ | ----------------------------------- | ---------------- |
| 01re    | 2003            | 1er    | Sergio Espinosa                               | ?                | e      | Elena Marrero                       | ?                |
| 02e     | 2004            | 1er    | Moisés Viera Enrique Rivero                   | ?                | e      | Ruth Brito Curbelo Guacimara Martín | ?                |
| 03e     | 2005            | 1er    | Domingo Juárez                                | ?                | e      | Diana de la Rosa                    | ?                |
| 04e     | 2006            | 1er    | Domingo Juárez — 2e victoire                  | 6 h 38 min 18 s  | e      | Teresa Vega                         | 10 h 57 min 17 s |
| 05e     | 2007            | 1er    | Carlos A. Álvarez                             | 15 h 03 min 14 s | e      | Guacimara Martín — 2e victoire      | 17 h 58 min 11 s |
| 06e     | 1er mars 2008   | 1er    | Marco Olmo                                    | 12 h 25 min 40 s | 35e    | Marta Prat Llorens                  | 19 h 49 min 38 s |
| 07e     | 28 février 2009 | 1er    | Adolf Aguiló Bort                             | 12 h 57 min 57 s | 14e    | Mònica Aguilera Viladomiu           | 16 h 05 min 41 s |
| 08e     | 5 mars 2010     | 1er    | Miguel Heras                                  | 13 h 04 min 14 s | 12e    | Lizzy Hawker                        | 15 h 41 min 36 s |
| 09e     | 4 mars 2011     | 1er    | Zigor Iturrieta                               | 13 h 22 min 37 s | 11e    | Lizzy Hawker — 2e victoire          | 15 h 55 min 47 s |
| 10e     | 3 mars 2012     | 1er    | Sébastien Chaigneau                           | 12 h 54 min 09 s | 5e     | Fernanda Maciel                     | 15 h 02 min 29 s |
| 11e     | 2 mars 2013     | 1er    | Sébastien Chaigneau — 2e victoire             | 14 h 05 min 53 s | 20e    | Nerea Martínez Urruzola             | 17 h 16 min 23 s |
| 12e     | 1er mars 2014   | 1er    | Ryan Sandes                                   | 14 h 27 min 42 s | 15e    | Núria Picas                         | 16 h 44 min 55 s |
| 13e     | 7 mars 2015     | 1er    | Gediminas Grinius                             | 14 h 23 min 37 s | 14e    | Núria Picas — 2e victoire           | 16 h 53 min 27 s |
| 14e     | 4 mars 2016     | 1er    | Didrik Hermansen                              | 13 h 41 min 48 s | 16e    | Caroline Chaverot                   | 15 h 23 min 40 s |
| 15e     | 24 février 2017 | 1er    | Pau Capell                                    | 13 h 21 min 03 s | 35e    | Azara García                        | 16 h 25 min 20 s |
| 16e     | 23 février 2018 | 1er    | Pau Capell — 2e victoire                      | 12 h 42 min 08 s | 22e    | Magdalena Łączak                    | 15 h 18 min 37 s |
| 17e     | 22 février 2019 | 1er    | Pau Capell — 3e victoire                      | 12 h 42 min 40 s | 22e    | Magdalena Łączak — 2e victoire      | 16 h 22 min 56 s |
| 18e     | 6 mars 2020     | 1er    | Pau Capell — 4e victoire Pablo Villa González | 13 h 04 min 11 s | 12e    | Kaytlyn Gerbin                      | 15 h 14 min 40 s |
| 19e     | 26 février 2021 | 1er    | Aurélien Dunand-Pallaz                        | 13 h 42 min 43 s | 19e    | Azara García — 2e victoire          | 16 h 35 min 11 s |
| 20e     | 4 mars 2022     | 1er    | Pablo Villa González — 2e victoire            | 13 h 37 min 30 s | 14e    | Ragna Debats                        | 16 h 00 min 14 s |
| 21e     | 25 février 2023 | 1er    | Andreu Simon Aymerich                         | 13 h 39 min 33 s | 7e     | Courtney Dauwalter                  | 14 h 40 min 39 s |
| 22e     | 24 février 2024 | 1er    | Raul Butaci                                   | 13 h 22 min 32 s | 13e    | Courtney Dauwalter — 2e victoire    | 15 h 14 min 54 s |
| 23e     | 21 février 2025 | 1er    | Caleb Olson                                   | 12 h 17 min 25 s | 12e    | Henriette Albon                     | 15 h 02 min 50 s |